# Raivuna harterti
Raivuna harterti är en insektsart som först beskrevs av William Lucas Distant 1913.  Raivuna harterti ingår i släktet Raivuna och familjen Dictyopharidae. Inga underarter finns listade i Catalogue of Life.